# Llista de topònims de Sant Cugat Sesgarrigues
Llista de topònims (noms propis de lloc) del municipi de Sant Cugat Sesgarrigues, a l'Alt Penedès
Informació actualitzada per un bot. Els canvis manuals es perdran quan s'actualitzi!

## arbre singular
| imatge | Nom                           | Ubicat a                | instància de   | Detalls | coordenades | Protecció | Commons (més fotos) | Dades a WD                    |
| ------ | ----------------------------- | ----------------------- | -------------- | ------- | --- | --------- | ------------------- | ----------------------------- |
|        | alzina del Camí de la Masia   | Sant Cugat Sesgarrigues | arbre singular |         | 41° 21′ 47″ N, 1° 45′ 43″ E / 41.36301°N,1.76199°E ca:A l'extrem E del límit del teme municipal, al NE de la Masia del Pont |           |                     | Modifica les dades a Wikidata |
|        | morera del carrer Sant Antoni | Sant Cugat Sesgarrigues | arbre singular |         | 41° 21′ 42″ N, 1° 45′ 07″ E / 41.3618°N,1.75208°E ca:C/ Sant Antoni a l'alçada del n. 38.                                   |           |                     | Modifica les dades a Wikidata |
|        | pi de Cal Capellades          | Sant Cugat Sesgarrigues | arbre singular |         | 41° 22′ 01″ N, 1° 44′ 24″ E / 41.36681°N,1.74004°E ca:Al final del camí que continua del carrer del Poú Comú                |           |                     | Modifica les dades a Wikidata |

## bassa
| imatge | Nom                | Ubicat a                | instància de | Detalls      | coordenades                                                              | Protecció | Commons (més fotos) | Dades a WD                    |
| ------ | ------------------ | ----------------------- | ------------ | ------------ | ------------------------------------------------------------------------ | --------- | ------------------- | ----------------------------- |
|        | Bassa de Cal Martí | Sant Cugat Sesgarrigues | bassa        | 20th century | 41° 21′ 52″ N, 1° 44′ 58″ E / 41.36436°N,1.74937°E ca:C/ del Pou comú, 7 |           |                     | Modifica les dades a Wikidata |
|        | Bassa de la Caseta | Sant Cugat Sesgarrigues | bassa        | 20th century | 41° 21′ 51″ N, 1° 44′ 57″ E / 41.36425°N,1.74922°E ca:C/ del Pou Comú, 7 |           |                     | Modifica les dades a Wikidata |

## casa
| imatge | Nom                 | Ubicat a                | instància de | Detalls                                                  | coordenades                                                                                                | Protecció                                  | Commons (més fotos)                     | Dades a WD                    |
| ------ | ------------------- | ----------------------- | ------------ | -------------------------------------------------------- | --- | ------------------------------------------ | --------------------------------------- | ----------------------------- |
|        | Ca l'Esquerrà       | Sant Cugat Sesgarrigues | casa         | Estil: arquitectura barroca Estat: enderrocat o destruït | 41° 21′ 51″ N, 1° 45′ 09″ E / 41.364278°N,1.752615°E                                                       | bé integrant del patrimoni cultural català |                                         | Modifica les dades a Wikidata |
|        | Cal Discorre        | Sant Cugat Sesgarrigues | casa         |                                                          | 41° 21′ 54″ N, 1° 45′ 10″ E / 41.36506°N,1.75265°E ca:C/ Àngel Guimerà, 14                                 |                                            |                                         | Modifica les dades a Wikidata |
|        | Cal Fontanals       | Sant Cugat Sesgarrigues | casa         | Estil: arquitectura popular                              | 41° 21′ 52″ N, 1° 45′ 12″ E / 41.36431°N,1.75337°E ca:Carrer del Pont, 2 - Carrer de les Creus             | bé integrant del patrimoni cultural català | Cal Fontanals (Sant Cugat Sesgarrigues) | Modifica les dades a Wikidata |
|        | Cal Manuel          | Sant Cugat Sesgarrigues | casa         |                                                          | 41° 21′ 54″ N, 1° 45′ 08″ E / 41.36505°N,1.75234°E ca:C/ Torre del Gall, 2                                 |                                            |                                         | Modifica les dades a Wikidata |
|        | Cal Masover         | Sant Cugat Sesgarrigues | casa         | Estil: arquitectura popular                              | 41° 21′ 46″ N, 1° 45′ 09″ E / 41.36282°N,1.7525°E ca:C/ Sant Antoni, 27-29                                 | bé integrant del patrimoni cultural català | Cal Masover (Sant Cugat Sesgarrigues)   | Modifica les dades a Wikidata |
|        | Cal Moreró          | Sant Cugat Sesgarrigues | casa         | Estil: arquitectura modernista 1917                      | 41° 21′ 51″ N, 1° 45′ 10″ E / 41.364262°N,1.752818°E ca:carrer de Sant Antoni, 3 / carrer dels Boters      | bé integrant del patrimoni cultural català | Cal Moreró                              | Modifica les dades a Wikidata |
|        | Cal Peretes         | Sant Cugat Sesgarrigues | casa         | Estil: arquitectura popular                              | 41° 21′ 52″ N, 1° 45′ 09″ E / 41.364457°N,1.752528°E ca:A la plaça de l'església, al costat de la rectoria | bé integrant del patrimoni cultural català | Cal Peretes                             | Modifica les dades a Wikidata |
|        | Cal Quintana        | Sant Cugat Sesgarrigues | casa         |                                                          | 41° 21′ 52″ N, 1° 45′ 13″ E / 41.36431°N,1.75366°E ca:Plaça Sant Jaume, 1                                  |                                            |                                         | Modifica les dades a Wikidata |
|        | Cal Ton de la Carme | Sant Cugat Sesgarrigues | casa         | Estil: arquitectura popular                              | 41° 21′ 53″ N, 1° 45′ 12″ E / 41.36477°N,1.75345°E                                                         | bé integrant del patrimoni cultural català | Cal Ton de la Carme                     | Modifica les dades a Wikidata |
|        | Cal Vicenç          | Sant Cugat Sesgarrigues | casa         | Estil: arquitectura popular                              | 41° 21′ 53″ N, 1° 45′ 12″ E / 41.36474°N,1.75347°E                                                         | bé integrant del patrimoni cultural català | Cal Vicenç (Sant Cugat Sesgarrigues)    | Modifica les dades a Wikidata |
|        | el Forn             | Sant Cugat Sesgarrigues | casa         | 20th century                                             | 41° 21′ 45″ N, 1° 45′ 07″ E / 41.362487°N,1.751932°E ca:C. Sant Antoni 257 msnm                            | bé integrant del patrimoni cultural català | El Forn (Sant Cugat Sesgarrigues)       | Modifica les dades a Wikidata |

## creu de terme
| imatge | Nom                     | Ubicat a                | instància de  | Detalls                                  | coordenades | Protecció                                  | Commons (més fotos) | Dades a WD                    |
| ------ | ----------------------- | ----------------------- | ------------- | ---------------------------------------- | --- | ------------------------------------------ | ------------------- | ----------------------------- |
|        | creu de Massalliga      | Sant Cugat Sesgarrigues | creu de terme |                                          | 41° 21′ 28″ N, 1° 44′ 42″ E / 41.35787°N,1.745086°E ca:En una cruïlla de camins rurals, al final del c. Puigcigró. Al SW neix l'anomenat camí d'Olèrdola. | bé integrant del patrimoni cultural català | Creu de Puigcarbó   | Modifica les dades a Wikidata |
|        | creu de terme del Padró | Sant Cugat Sesgarrigues | creu de terme | Estil: arquitectura popular 20th century | 41° 21′ 39″ N, 1° 44′ 59″ E / 41.360879°N,1.749846°E ca:Carrer Padró - Ctra. BV-2429                                                                      | bé integrant del patrimoni cultural català | Creu del Padró      | Modifica les dades a Wikidata |

## edifici
| imatge | Nom                | Ubicat a                | instància de | Detalls                             | coordenades                                                                                    | Protecció                                  | Commons (més fotos)                         | Dades a WD                    |
| ------ | ------------------ | ----------------------- | ------------ | ----------------------------------- | ---------------------------------------------------------------------------------------------- | ------------------------------------------ | ------------------------------------------- | ----------------------------- |
|        | Cal Surroca        | Sant Cugat Sesgarrigues | edifici      | Estil: arquitectura del Renaixement | 41° 21′ 52″ N, 1° 45′ 13″ E / 41.36454°N,1.75357°E                                             | bé integrant del patrimoni cultural català | Cal Surroca (Sant Cugat Sesgarrigues)       | Modifica les dades a Wikidata |
|        | Recinte emmurallat | Sant Cugat Sesgarrigues | edifici      | Estil: arquitectura popular         | 41° 21′ 52″ N, 1° 45′ 10″ E / 41.3645°N,1.7529°E                                               | bé integrant del patrimoni cultural català |                                             | Modifica les dades a Wikidata |
|        | la Sala Municipal  | Sant Cugat Sesgarrigues | edifici      | Estil: arquitectura eclèctica 1922  | 41° 21′ 46″ N, 1° 45′ 07″ E / 41.362757°N,1.751903°E ca:C. Sant Antoni, davant de l'Ajuntament | bé integrant del patrimoni cultural català | La Sala Municipal (Sant Cugat Sesgarrigues) | Modifica les dades a Wikidata |

## edifici històric
| imatge | Nom                 | Ubicat a                | instància de                      | Detalls | coordenades                                                         | Protecció | Commons (més fotos) | Dades a WD                    |
| ------ | ------------------- | ----------------------- | --------------------------------- | ------- | ------------------------------------------------------------------- | --------- | ------------------- | ----------------------------- |
|        | Torre de Ventallols | Sant Cugat Sesgarrigues | edifici històric torre de defensa |         | 41° 21′ 52″ N, 1° 45′ 12″ E / 41.3644110857606°N,1.75344149031392°E |           |                     | Modifica les dades a Wikidata |
|        | creu de Mas Comtal  | Sant Cugat Sesgarrigues | edifici històric creu monumental  |         | 41° 22′ 09″ N, 1° 45′ 07″ E / 41.3691422250454°N,1.75198807707545°E |           |                     | Modifica les dades a Wikidata |
|        | el Calvari          | Sant Cugat Sesgarrigues | edifici històric capella          |         | 41° 21′ 57″ N, 1° 45′ 23″ E / 41.3657478039582°N,1.75627354639763°E |           |                     | Modifica les dades a Wikidata |

## element arquitectònic
| imatge | Nom                    | Ubicat a                | instància de          | Detalls      | coordenades | Protecció | Commons (més fotos) | Dades a WD                    |
| ------ | ---------------------- | ----------------------- | --------------------- | ------------ | --- | --------- | ------------------- | ----------------------------- |
|        | Pou de la Plaça Foment | Sant Cugat Sesgarrigues | element arquitectònic | 20th century | 41° 21′ 23″ N, 1° 44′ 48″ E / 41.35636°N,1.74675°E ca:Pl. Foment. Disseminat Casesroges                                                 |           |                     | Modifica les dades a Wikidata |
|        | Sínia del Molí de Foc  | Sant Cugat Sesgarrigues | element arquitectònic | 20th century | 41° 21′ 31″ N, 1° 45′ 32″ E / 41.35848°N,1.75892°E ca:A la vinya del costat de la casa del mateix nom. A 150 metres de la Casa del Pont |           |                     | Modifica les dades a Wikidata |

## església
| imatge | Nom                                   | Ubicat a                | instància de     | Detalls                      | coordenades                                                                 | Protecció                                  | Commons (més fotos)                    | Dades a WD                    |
| ------ | ------------------------------------- | ----------------------- | ---------------- | ---------------------------- | --------------------------------------------------------------------------- | ------------------------------------------ | -------------------------------------- | ----------------------------- |
|        | Sant Cugat de Sant Cugat Sesgarrigues | Sant Cugat Sesgarrigues | església         | Estil: arquitectura barroca  | 41° 21′ 52″ N, 1° 45′ 10″ E / 41.364551°N,1.752825°E ca:Plaça de l'Església | bé integrant del patrimoni cultural català | Església de Sant Cugat de Sesgarrigues | Modifica les dades a Wikidata |
|        | Sant Marçal                           | Sant Cugat Sesgarrigues | església capella | Estat: enderrocat o destruït | 41° 21′ 03″ N, 1° 45′ 02″ E / 41.350928°N,1.750561°E                        |                                            |                                        | Modifica les dades a Wikidata |

## font
| imatge | Nom                               | Ubicat a                | instància de | Detalls      | coordenades | Protecció | Commons (més fotos) | Dades a WD                    |
| ------ | --------------------------------- | ----------------------- | ------------ | ------------ | --- | --------- | ------------------- | ----------------------------- |
|        | font de la Gruta                  | Sant Cugat Sesgarrigues | font         | 2002         | 41° 21′ 53″ N, 1° 45′ 09″ E / 41.36479°N,1.75256°E ca:C/ Nostra Senyora de Montserrat                                                                |           |                     | Modifica les dades a Wikidata |
|        | font de la Plaça Anselm Clavé     | Sant Cugat Sesgarrigues | font         | 2003         | 41° 21′ 54″ N, 1° 45′ 03″ E / 41.36499°N,1.75076°E ca:Plaça Anselm Clavé                                                                             |           |                     | Modifica les dades a Wikidata |
|        | font de la Plaça Foment           | Sant Cugat Sesgarrigues | font         | 20th century | 41° 21′ 23″ N, 1° 44′ 48″ E / 41.35635°N,1.74671°E ca:Pl. Foment. Disseminat Casesroges                                                              |           |                     | Modifica les dades a Wikidata |
|        | font de la Plaça de les Eres      | Sant Cugat Sesgarrigues | font         | 1982         | 41° 21′ 49″ N, 1° 45′ 14″ E / 41.36368°N,1.75378°E ca:Plaça de les Eres                                                                              |           |                     | Modifica les dades a Wikidata |
|        | font de la plaça de l'Ajuntament  | Sant Cugat Sesgarrigues | font         | 21st century | 41° 21′ 45″ N, 1° 45′ 10″ E / 41.36254°N,1.75269°E ca:Pl. de l'Ajuntament                                                                            |           |                     | Modifica les dades a Wikidata |
|        | font del Carrer Sant Antoni       | Sant Cugat Sesgarrigues | font         | 20th century | 41° 21′ 51″ N, 1° 45′ 11″ E / 41.36416°N,1.75296°E ca:C/ Sant Antoni, 5                                                                              |           |                     | Modifica les dades a Wikidata |
|        | font del Coscó                    | Sant Cugat Sesgarrigues | font         |              | 41° 20′ 37″ N, 1° 46′ 02″ E / 41.3435375716001°N,1.7673458082019°E ca:A 500 m al SE de la masia de Cal Suriol de Dalt, pel camí de la font del Cuscó |           |                     | Modifica les dades a Wikidata |
|        | font del carrer de les Creus (I)  | Sant Cugat Sesgarrigues | font         | 20th century | 41° 21′ 54″ N, 1° 45′ 16″ E / 41.36508°N,1.75437°E ca:C/ Creus, n. 27                                                                                |           |                     | Modifica les dades a Wikidata |
|        | font del carrer de les Creus (II) | Sant Cugat Sesgarrigues | font         | 20th century | 41° 21′ 52″ N, 1° 45′ 13″ E / 41.36453°N,1.75351°E ca:C/ de les Creus, n. 9                                                                          |           |                     | Modifica les dades a Wikidata |

## masia
| imatge | Nom                 | Ubicat a                | instància de | Detalls                                    | coordenades | Protecció                                  | Commons (més fotos)                      | Dades a WD                    |
| ------ | ------------------- | ----------------------- | ------------ | ------------------------------------------ | --- | ------------------------------------------ | ---------------------------------------- | ----------------------------- |
|        | Ca l'Ill            | Sant Cugat Sesgarrigues | masia        | 20th century                               | 41° 21′ 37″ N, 1° 45′ 58″ E / 41.3602866099883°N,1.76606139078217°E ca:Al SW del nucli urbà                                                                           |                                            |                                          | Modifica les dades a Wikidata |
|        | Cal Ferrer Vell     | Sant Cugat Sesgarrigues | masia        |                                            | 41° 21′ 30″ N, 1° 44′ 57″ E / 41.3583118956936°N,1.74918235989773°E ca:BV2429/Camí de l'Hostal Nou                                                                    |                                            |                                          | Modifica les dades a Wikidata |
|        | Cal Rei Gros        | Sant Cugat Sesgarrigues | masia        |                                            | 41° 20′ 48″ N, 1° 45′ 02″ E / 41.3467964941358°N,1.75047856076411°E ca:Per sota de Cal Suriol de Dalt                                                                 |                                            |                                          | Modifica les dades a Wikidata |
|        | Cal Suriol de Baix  | Sant Cugat Sesgarrigues | masia        | 18th century                               | 41° 20′ 48″ N, 1° 45′ 06″ E / 41.34675833°N,1.75161806°E ca:Pel camí de la font del Cuscó                                                                             |                                            |                                          | Modifica les dades a Wikidata |
|        | Can Grases          | Sant Cugat Sesgarrigues | masia        | Estil: arquitectura popular 17th century   | 41° 20′ 53″ N, 1° 45′ 56″ E / 41.348041°N,1.765464°E ca:Les Gunyoles 271 msnm                                                                                         | bé integrant del patrimoni cultural català | Can Grasses (Sant Cugat Sesgarrigues)    | Modifica les dades a Wikidata |
|        | Can Suriol de Dalt  | Sant Cugat Sesgarrigues | masia        | Estil: Renaixement 16th century            | 41° 20′ 43″ N, 1° 45′ 41″ E / 41.345313°N,1.761356°E ca:A uns 500 m al NW de la Font del Cuscó                                                                        | bé integrant del patrimoni cultural català | Cal Suriol de Dalt                       | Modifica les dades a Wikidata |
|        | Casa del Pont       | Sant Cugat Sesgarrigues | masia        |                                            | 41° 21′ 38″ N, 1° 45′ 34″ E / 41.3606848574543°N,1.7595381501836°E ca:Al SE del nucli del poble. En la confluència del Torrent de la Masia i el Torrent del Pont Gran |                                            |                                          | Modifica les dades a Wikidata |
|        | Cases de Massalliga | Sant Cugat Sesgarrigues | masia        |                                            | 41° 21′ 22″ N, 1° 44′ 40″ E / 41.3560628723164°N,1.74447945159614°E                                                                                                   |                                            |                                          | Modifica les dades a Wikidata |
|        | Masia la Torre      | Sant Cugat Sesgarrigues | masia        | Estil: arquitectura popular                | 41° 21′ 59″ N, 1° 44′ 58″ E / 41.366314°N,1.749348°E ca:Al final del carrer de la Torre del Gall                                                                      | bé integrant del patrimoni cultural català | Masia la Torre (Sant Cugat Sesgarrigues) | Modifica les dades a Wikidata |
|        | Molí del Foc        | Sant Cugat Sesgarrigues | masia        |                                            | 41° 21′ 32″ N, 1° 45′ 35″ E / 41.3588302276546°N,1.75962119146721°E                                                                                                   |                                            |                                          | Modifica les dades a Wikidata |
|        | Puigcigró           | Sant Cugat Sesgarrigues | masia        |                                            | 41° 21′ 29″ N, 1° 44′ 51″ E / 41.3580502845807°N,1.74748976600403°E 252 msnm                                                                                          |                                            |                                          | Modifica les dades a Wikidata |
|        | la Caseta           | Sant Cugat Sesgarrigues | masia        | 20th century                               | 41° 21′ 52″ N, 1° 44′ 57″ E / 41.3643120415629°N,1.74929461354157°E ca:Al sector NW del poble                                                                         |                                            |                                          | Modifica les dades a Wikidata |
|        | la Serra            | Sant Cugat Sesgarrigues | masia        | Estil: arquitectura eclèctica 19th century | 41° 21′ 53″ N, 1° 45′ 08″ E / 41.36485°N,1.75209°E ca:Carrer Torre del Gall, 6                                                                                        | bé integrant del patrimoni cultural català | La Serra (Sant Cugat Sesgarrigues)       | Modifica les dades a Wikidata |
|        | la Serra Vella      | Sant Cugat Sesgarrigues | masia        | 16th century                               | 41° 22′ 00″ N, 1° 45′ 25″ E / 41.366703°N,1.756956°E ca:Al final del carrer de les Creus                                                                              | bé integrant del patrimoni cultural català | La Serra Vella (Sant Cugat Sesgarrigues) | Modifica les dades a Wikidata |

## passeig
| imatge | Nom                               | Ubicat a                | instància de | Detalls      | coordenades                                                                                           | Protecció | Commons (més fotos) | Dades a WD                    |
| ------ | --------------------------------- | ----------------------- | ------------ | ------------ | --- | --------- | ------------------- | ----------------------------- |
|        | passeig de les Caves René Barbier | Sant Cugat Sesgarrigues | passeig      | 20th century | 41° 22′ 02″ N, 1° 44′ 56″ E / 41.36734°N,1.74901°E ca:Zona NO del terme municipal                     |           |                     | Modifica les dades a Wikidata |
|        | passeig dit de la Torre del Gall  | Sant Cugat Sesgarrigues | passeig      | 20th century | 41° 21′ 55″ N, 1° 44′ 58″ E / 41.36538°N,1.74939°E ca:La Torre del Gall. Zona NO del terme municipal. |           |                     | Modifica les dades a Wikidata |

## polígon industrial
| imatge | Nom                                | Ubicat a                | instància de       | Detalls | coordenades                                                         | Protecció | Commons (més fotos) | Dades a WD                    |
| ------ | ---------------------------------- | ----------------------- | ------------------ | ------- | ------------------------------------------------------------------- | --------- | ------------------- | ----------------------------- |
|        | Polígon industrial Hostal Nou      | Sant Cugat Sesgarrigues | polígon industrial |         | 41° 21′ 27″ N, 1° 43′ 56″ E / 41.3574676956335°N,1.73212701032628°E |           |                     | Modifica les dades a Wikidata |
|        | Polígon industrial La Masia        | Sant Cugat Sesgarrigues | polígon industrial |         | 41° 21′ 45″ N, 1° 45′ 51″ E / 41.3624815840408°N,1.76411895395397°E |           |                     | Modifica les dades a Wikidata |
|        | Polígon industrial Les Cases Roges | Sant Cugat Sesgarrigues | polígon industrial |         | 41° 21′ 24″ N, 1° 45′ 05″ E / 41.3565716034648°N,1.75149902728043°E |           |                     | Modifica les dades a Wikidata |

## pont
| imatge | Nom                                  | Ubicat a                | instància de | Detalls                     | coordenades                                                         | Protecció                                  | Commons (més fotos) | Dades a WD                    |
| ------ | ------------------------------------ | ----------------------- | ------------ | --------------------------- | ------------------------------------------------------------------- | ------------------------------------------ | ------------------- | ----------------------------- |
|        | Pont Gran                            | Sant Cugat Sesgarrigues | pont         |                             | 41° 21′ 31″ N, 1° 45′ 28″ E / 41.3585296503339°N,1.75764236132287°E |                                            |                     | Modifica les dades a Wikidata |
|        | Pont Xic                             | Sant Cugat Sesgarrigues | pont         |                             | 41° 22′ 45″ N, 1° 40′ 54″ E / 41.3792384862266°N,1.68163268530927°E |                                            |                     | Modifica les dades a Wikidata |
|        | Pont sobre el torrent de Sant Marçal | Sant Cugat Sesgarrigues | pont         | Estil: arquitectura popular | 41° 20′ 40″ N, 1° 44′ 56″ E / 41.34443°N,1.74895°E                  | bé integrant del patrimoni cultural català |                     | Modifica les dades a Wikidata |
|        | Pontet de Sant Marçal                | Sant Cugat Sesgarrigues | pont         |                             | 41° 21′ 07″ N, 1° 44′ 54″ E / 41.3519261038825°N,1.74839612828634°E |                                            |                     | Modifica les dades a Wikidata |

## Misc
| imatge | Nom                                   | Ubicat a                                               | instància de                                   | Detalls                                          | coordenades | Protecció                                  | Commons (més fotos)                     | Dades a WD                    |
| ------ | ------------------------------------- | ------------------------------------------------------ | ---------------------------------------------- | ------------------------------------------------ | --- | ------------------------------------------ | --------------------------------------- | ----------------------------- |
|        | Cal Morero                            | Sant Cugat Sesgarrigues                                | edifici residencial                            | Estil: modernisme català                         | 41° 21′ 51″ N, 1° 45′ 11″ E / 41.3641357421875°N,1.7530410289764404°E ca:Carrer de Sant Antoni, 3 - Carrer dels Boters                                                  |                                            |                                         | Modifica les dades a Wikidata |
|        | Caves Elyssia                         | Sant Cugat Sesgarrigues                                | edifici industrial masia                       | 1989                                             | 41° 22′ 10″ N, 1° 44′ 56″ E / 41.36946487426758°N,1.7489290237426758°E 41° 22′ 09″ N, 1° 44′ 55″ E / 41.36922°N,1.74858°E ca:Accés des del carrer de la Torre del Gall. |                                            | Caves Elyssia (Sant Cugat Sesgarrigues) | Modifica les dades a Wikidata |
|        | Cementiri                             | Sant Cugat Sesgarrigues                                | conjunt d'edificis cementiri                   |                                                  | 41° 21′ 52″ N, 1° 44′ 52″ E / 41.36441°N,1.74786°E ca:Carrer del Pou Comú                                                                                               |                                            |                                         | Modifica les dades a Wikidata |
|        | Rectoria de Sant Cugat Sesgarrigues   | Sant Cugat Sesgarrigues                                | rectoria                                       | Estil: arquitectura del Renaixement 17th century | 41° 21′ 52″ N, 1° 45′ 09″ E / 41.364547°N,1.752502°E ca:Plaça de l'Església                                                                                             | bé integrant del patrimoni cultural català | La Rectoria (Sant Cugat Sesgarrigues)   | Modifica les dades a Wikidata |
|        | Sant Cugat Sesgarrigues               | Sant Cugat Sesgarrigues                                | entitat singular de població capital municipal | 1028 hab                                         | 41° 21′ 52″ N, 1° 45′ 11″ E / 41.364425°N,1.75305°E 267 msnm |                                            |                                         | Modifica les dades a Wikidata |
|        | ajuntament de Sant Cugat Sesgarrigues | Sant Cugat Sesgarrigues                                | casa consistorial                              | Estil: noucentisme 20th century                  | 41° 21′ 45″ N, 1° 45′ 08″ E / 41.362598°N,1.752216°E ca:Carrer de Sant Antoni, núm. 31                                                                                  | bé integrant del patrimoni cultural català | Ajuntament de Sant Cugat Sesgarrigues   | Modifica les dades a Wikidata |
|        | cova del Pi d'en Barba                | Sant Cugat Sesgarrigues                                | jaciment arqueològic cova necròpolis           |                                                  | 41° 20′ 33″ N, 1° 45′ 58″ E / 41.342518°N,1.765988°E | bé integrant del patrimoni cultural català |                                         | Modifica les dades a Wikidata |
|        | les Cases Roges                       | Sant Cugat Sesgarrigues                                | nucli de població                              |                                                  | 41° 21′ 23″ N, 1° 44′ 47″ E / 41.3564712196474°N,1.74640825874296°E |                                            |                                         | Modifica les dades a Wikidata |
|        | serra de les Gunyoles                 | Avinyonet del Penedès Olèrdola Sant Cugat Sesgarrigues | serra                                          |                                                  | 41° 20′ 36″ N, 1° 46′ 17″ E / 41.343236°N,1.771394°E |                                            | Serra de les Gunyoles                   | Modifica les dades a Wikidata |